# Supercoppa spagnola 2013 (pallavolo femminile)
La Supercoppa spagnola 2013 si è svolta il 19 ottobre 2013: al torneo hanno partecipato due squadre di club spagnole e la vittoria finale è andata per la prima volta al Murillo.

## Regolamento
Le squadre hanno disputato una gara unica.

## Squadre partecipanti
| Squadra | Qualificazione                                            | Ultima partecipazione    |
| ------- | --------------------------------------------------------- | ------------------------ |
| Haro    | Vincitrice Superliga 2012-13 e Coppa della Regina 2012-13 | Supercoppa spagnola 2012 |
| Murillo | Finalista Coppa della Regina 2012-13                      | Debutto                  |

## Torneo
| 19 ottobre 2013 Polidepoñivo Lorca, Murillo de Río Leza Durata: 1h:04 - Spettatori: 800 | Haro | 0 - 3 | Murillo | 19-25, 14-25, 18-25 |